# Italochrysa henryi
Italochrysa henryi är en insektsart som först beskrevs av Douglas E. Kimmins 1938.  Italochrysa henryi ingår i släktet Italochrysa och familjen guldögonsländor. Inga underarter finns listade i Catalogue of Life.